# Кенілворт (Пенсільванія)
Кенілворт (англ. Kenilworth) — переписна місцевість (CDP) в США, в окрузі Честер штату Пенсільванія. Населення — 2148 осіб (2020).

## Географія
Кенілворт розташований за координатами 40°13′25″ пн. ш. 75°38′15″ зх. д. / 40.22361° пн. ш. 75.63750° зх. д. (40.223526, -75.637596).  За даними Бюро перепису населення США в 2010 році переписна місцевість мала площу 4,52 км², з яких 4,42 км² — суходіл та 0,10 км² — водойми.

## Демографія
Згідно з переписом 2010 року, у переписній місцевості мешкало 1907 осіб у 759 домогосподарствах у складі 519 родин. Густота населення становила 421 особа/км².  Було 797 помешкань (176/км²).
Расовий склад населення:
| - 93,6 % — білих - 2,8 % — чорних або афроамериканців - 1,3 % — азіатів - 0,3 % — корінних американців |

До двох чи більше рас належало 1,6 %. Частка іспаномовних становила 2,5 % від усіх жителів.
За віковим діапазоном населення розподілялося таким чином: 25,6 % — особи молодші 18 років, 61,3 % — особи у віці 18—64 років, 13,1 % — особи у віці 65 років та старші. Медіана віку мешканця становила 38,7 року. На 100 осіб жіночої статі у переписній місцевості припадало 96,4 чоловіків;  на 100 жінок у віці від 18 років та старших — 92,7 чоловіків також старших 18 років.
Середній дохід на одне домашнє господарство  становив 83 492 долари США (медіана — 80 313), а середній дохід на одну сім'ю — 103 318 доларів (медіана — 105 380). Медіана доходів становила 75 052 долари для чоловіків та 58 611 долар для жінок. За межею бідності перебувало 2,9 % осіб, у тому числі 4,2 % дітей у віці до 18 років та 2,2 % осіб у віці 65 років та старших.
Цивільне працевлаштоване населення становило 947 осіб. Основні галузі зайнятості: освіта, охорона здоров'я та соціальна допомога — 21,8 %, фінанси, страхування та нерухомість — 13,8 %, виробництво — 11,4 %.